# 鄧焯謙
鄧焯謙（英語：Jason Tang Cheuk-him，1983年7月26日—），2012年至2019年間擔任香港元朗區議會晴景（M21）選區的民選區議員，在2011年香港區議會選舉中勝出並當選，所屬政黨是香港工會聯合會。

## 個人簡介
鄧焯謙早年在勞工子弟中學就讀, 完成中二後赴英國留學，但三年後因學業問題，最終選擇到內地廣州暨南大學修讀國際政治。大學畢業後回港加入工聯會，從事地區工作。2011年代表工聯會參加區議會選舉，成功擊敗代表街工的王竣達當選區議員，任期從2012年1月1日開始。在2019年香港區議會選舉中不敵民主黨的郭文浩，結束區議員生涯。

## 曾任職務
- 元朗區議會議員
- 地區設施管理委員會委員
- 文康、社區服務及房屋事務委員會委員
- 環境改善委員會委員
- 財務委員會委員
- 交通及運輸委員會委員